# 國道13號 (日本)

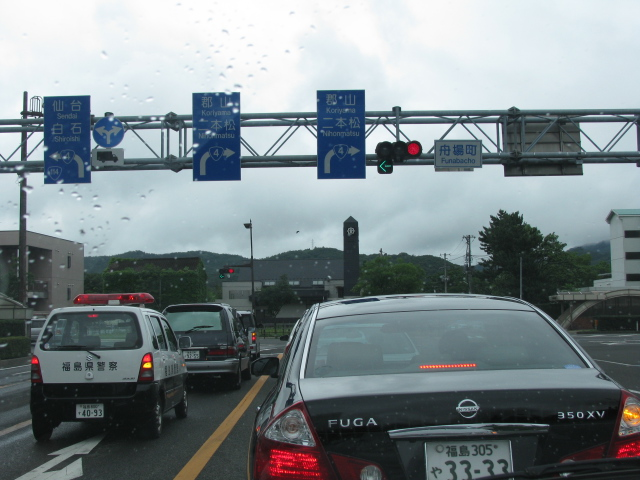
起點舟場町交差點(山形方向)

國道13號（日语：／ Kokudō Jūsan-gō）是日本福島縣福島市至秋田縣秋田市的一般國道。縱斷山形盆地的幹線道路、山形縣内陸部的大動脈。現在與此道並走的東北中央自動車道整備中、部份區間可供使用。

## 概要
- 陸上距離：306.1 km
- 起點：福島縣福島市舟場町（舟場町交點 = 國道4號交點）

（福島縣福島市大森（福島西道路交點））
- 終點：秋田縣秋田市八橋南二丁目（臨海十字路 = 國道7號交點、秋田縣道26號秋田停車場線終點）
- 主要經由地：米澤市、山形市、新庄市、橫手市、大仙市
- 指定區間：全線

## 歷史
國道13號與江戶時代羽州街道（福島 - 山形 - 秋田 - 青森）的一部份相同。
- 1885年（明治18年）内務省告示第6號「國道表」、羽州街道至山形市為國道39號「東京至山形縣到達路線」（至福島與國道6號（現國道4號）重複）、至秋田市為國道40號「東京至秋田縣到達路線」、至青森市為國道41號「東京至青森縣到達別路線」。
- 1920年（大正9年）施行的舊道路法路線認定、舊國道39號、國道40號、國道41號與國道5號「東京市至青森縣廳所在地到達路線」。
- 1952年（昭和27年）12月4日、基於新道路法路線指定、秋田 - 青森間為新潟的國道7號一部份、福島縣福島市 - 秋田縣秋田市間為一級國道13號。1965年4月1日、道路法改正成一級、二級別一般國道13號。
- 2004年（平成16年）4月1日、終點由秋田市茨島交差點變更為臨海十字路。

## 重複區間
- 國道113號、國道399號：東置賜郡高畠町深沼（南陽繞道）
- 國道48號：山形縣山形市（飯田交差點） - 山形縣天童市（久野本交差點）
- 國道344號：山形縣最上郡金山町金山 - 秋田縣湯澤市（湯澤站入口交差點）
- 國道108號：秋田縣湯澤市上院内 - 秋田縣湯澤市橫堀（新万石橋交差點）
- 國道342號：秋田縣橫手市十文字町佐賀會（新古内交差點） - 秋田縣橫手市安田原町（安田交差點）
- 國道107號：秋田縣橫手市安田原町（安田交差點） - 秋田縣橫手市安田（婦氣交差點）
- 國道341號：秋田縣大仙市協和上淀川（上淀川橋交差點 - 上淀川交差點）
- 國道46號：秋田縣大仙市（上淀川交差點） - 秋田縣秋田市（臨海十字路）

## 通過市町村
- 福島縣
  - 福島市
- 山形縣
  - 米澤市 - 東置賜郡高畠町 - 南陽市 - 上山市 - 山形市 - 天童市 - 東根市 - 村山市 - 尾花澤市 - 北村山郡大石田町 - 最上郡舟形町 - 新市 - 最上郡金山町 - 最上郡真室川町
- 秋田縣
  - 湯澤市 - 橫手市 - 仙北郡美鄉町 - 大仙市 - 秋田市

## 接続路線
- 福島縣
  - 國道4號（福島市、舟場町交差點起點）
  - 國道115號（福島市吉倉＜福島西道路＞）
  - 東北自動車道福島飯坂IC（福島市）
- 山形縣
  - 國道121號（米澤市、万世町交差點）
  - 國道121號舘山繞道（米澤市窪田町窪田）
  - 國道113號赤湯繞道（南陽市鍋田、東置賜郡高畠町、深沼交差點＜南陽繞道＞）
  - 國道113號（※國道113號重複=國道399號）（東置賜郡高畠町、深沼交差點 -（重複）- 深沼＜南陽繞道＞）
  - 國道113號（※國道113號重複=國道399號、國道399號高畠方向重複、終點）（南陽市、赤湯交差點）
  - 國道458號（上山市藤吾）
  - 東北中央自動車道山形上山IC（上山市、山形市）
  - 國道112號（山形市、飯田交差點）
  - 國道48號（山形市、飯田交差點 -（重複）- 天童市、久野本交差點）
  - 國道286號（山形市、松山交差點）
  - 山形自動車道山形北IC（山形市）
  - 國道287號（東根市、蟹澤交差點）
  - 國道347號（尾花澤市尾花澤）
  - 國道47號（新庄市、鳥越交差點、新庄IC＜尾花澤新庄道路＞）
  - 國道458號（新庄市、五日町交差點）
  - 國道344號（最上郡金山町金山 -（重複）- 湯澤市、湯澤站入口交差點）
- 秋田縣
  - 國道108號（湯澤市上院内 -（重複）- 湯澤市、新万石橋交差點）
  - 國道398號（湯澤市、表町4丁目交差點）
  - 國道397號（※東成瀨村方向與國道342號重複）（橫手市、新古内交差點）
  - 國道342號（橫手市、新古内交差點 -（重複）- 安田交差點）
  - 秋田自動車道橫手IC（橫手市＜湯澤橫手道路＞）
  - 國道107號（橫手市、安田交差點 -（重複）- 婦氣交差點）
  - 國道105號大曲西道路（大仙市、和合IC）
  - 國道105號（大仙市、富士見町交差點）
  - 國道341號（大仙市、上淀川橋交差點 -（重複）- 上淀川交差點）
  - 國道46號（大仙市、上淀川交差點 -（重複）- 秋田市、臨海十字路交差點終點）
  - 秋田自動車道秋田南IC（秋田市）
  - 國道7號（秋田市、臨海十字路交差點終點）

## 繞道
福島縣
- 福島西道路（福島縣）

山形縣
- 米澤繞道（山形縣）
- 南陽繞道（山形縣）
- 上山繞道（山形縣）
- 山形繞道（山形縣）
- 山形北繞道（山形縣）
- 尾花澤繞道（山形縣）
- 新庄繞道（山形縣）
- 尾花澤新庄道路（山形縣）
- （新庄北道路（未開通））（山形縣）
- （泉田道路（未開通））（山形縣）
- 主寝坂道路（山形縣）

秋田縣
- （院内道路（未開通））（秋田縣）
- 橫堀繞道（秋田縣）
- 橫手繞道（秋田縣）
- 大曲繞道（秋田縣）
- （神宮寺繞道（部分開通））（秋田縣）
- 刈和野繞道（秋田縣）
- 秋田北繞道（秋田縣）

## 收費道路
- 東北中央自動車道
  - 米澤南陽道路（山形縣）
  - 湯澤橫手道路（秋田縣）

## 別名
- 羽州街道
- 万世大路
- 米澤街道
- 平和通
- 信夫通

## 主要峠
- 栗子峠（標高620m）：福島縣福島市 - 山形縣米澤市
- 主寢坂峠（標高313m）：山形縣最上郡金山町 - 山形縣最上郡真室川町
- 雄勝峠（標高304m）：山形縣最上郡真室川町 - 秋田縣湯澤市

### 隧道

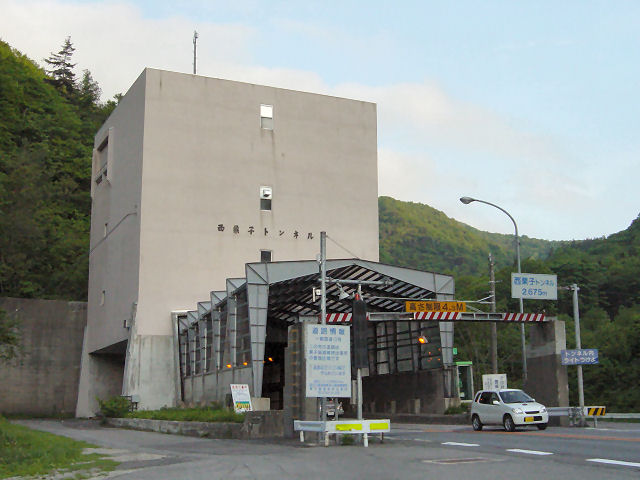
西栗子隧道

- 信夫山隧道（福島縣福島市）
- 高平隧道（福島縣福島市）
- 中野第一隧道（福島縣福島市）
- 中野第二隧道（福島縣福島市）
- 大瀧第一隧道（福島縣福島市）
- 大瀧第二隧道（福島縣福島市）
- 東栗子隧道（福島縣福島市）
- 西栗子隧道（山形縣米澤市）
- 猿羽根隧道（山形縣尾花澤市）
- 主寝坂隧道（山形縣金山町）
- 及位隧道（山形縣真室川町）
- 雄勝隧道（秋田縣湯澤市）
- 山口隧道（秋田縣湯澤市）
- 東山隧道（秋田縣湯澤市）

## 外部連結
- 東北地方整備局（页面存档备份，存于）
  - 福島河川國道事務所 （页面存档备份，存于）
  - 山形河川國道事務所 （页面存档备份，存于）
  - 湯澤河川國道事務所 （页面存档备份，存于）
  - 秋田河川國道事務所 （页面存档备份，存于）